# バーバリライオン
バーバリライオン（Panthera leo leo）は、食肉目ネコ科に属するライオンの一亜種で、アフリカ北部（マグリブ。現在のリビアからモロッコにかけて）に生息していた野生絶滅種。別名アトラスライオン。腹や背中にまで達する厚く長いたてがみが特徴的である。
剥製の大きさはオスは全長2.35～2.8m、メスは全長2.5m。頭骨は30.85～37.23cmでこれだけ見ると並のライオンと変わらない。19世紀のハンターの主張では、バーバリライオンは最大のライオンであり、野生のオスの体重は270kg～300kgの範囲にあったと言われるが具体的数値の情報に乏しい。バーバリライオンは他の哺乳類と逆に野生個体よりも飼育個体のほうが小型化する傾向にあった。これは飼育していたローマ帝国や当時の動物園などが使い捨てとして劣悪な飼育環境で飼育していた事に起因する。他のライオンとは違い、山間の森林を好む。古代古典上で見られるガエトゥリライオンは、特徴がバーバリライオンに似た印象を持つ。
2017年、IUCN SSC Cat Specialist Group Cat Classification Task Forceは、バーバリライオンを含む北アフリカ・アジア産ライオンをPanthera leo leoに統合する分類を採択した。

## 絶滅

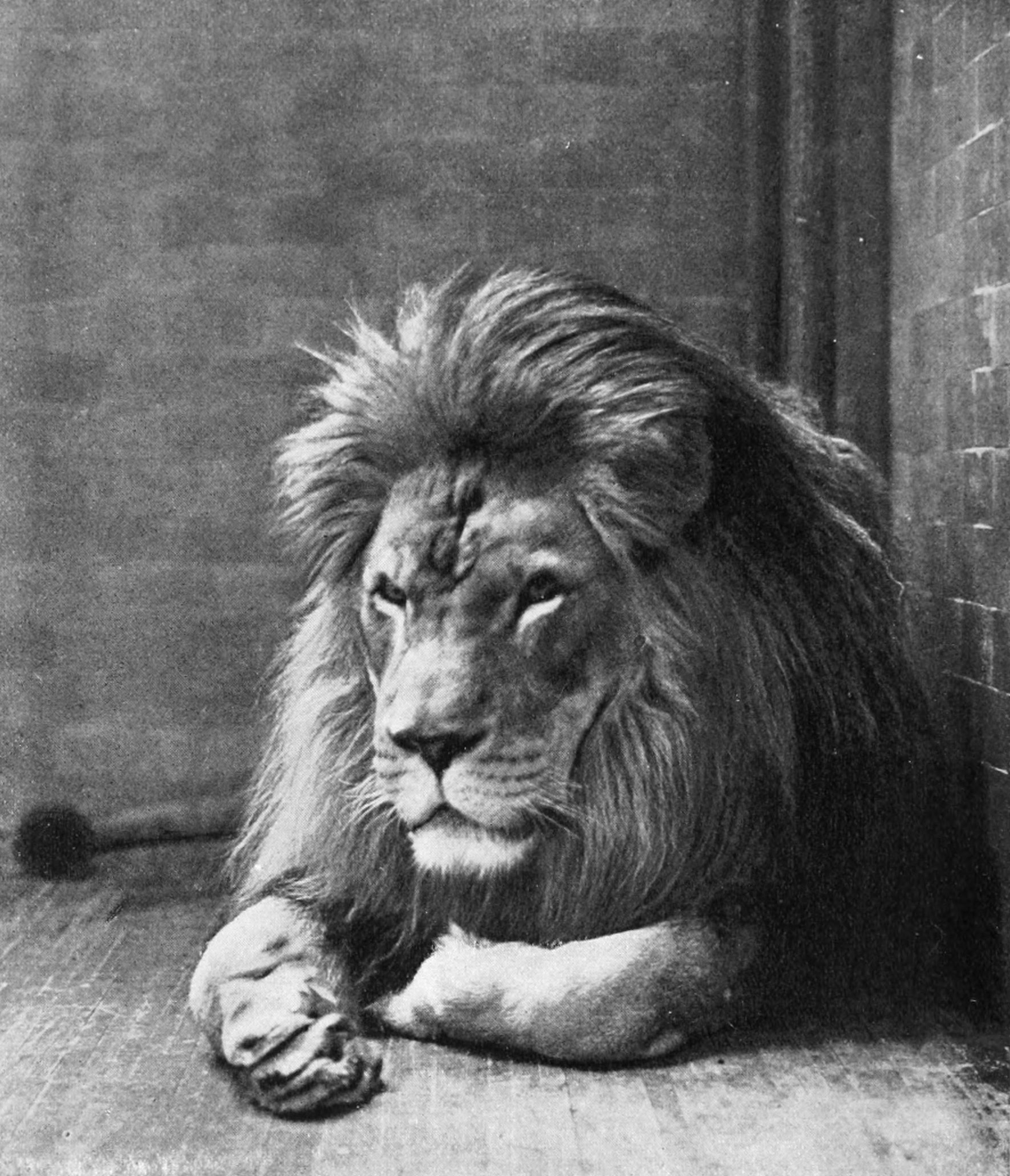
Sultan the Barbary Lion, New York Zoo, 1897

古くから人間の活動が盛んであった地中海周辺では、バーバリライオンの雄姿は見世物として重宝された。カエサルは400頭、ポンペイウスは600頭のバーバリライオンを戦勝パレード用にローマに連れてきたという。競技場で剣闘士と戦わされたともいう。
ローマ帝国が衰亡した後も、人間の活動域の拡大に伴ってバーバリライオンの生息地は減っていった。そして近代にはいると、娯楽としての狩猟と動物園用の捕獲がさらにバーバリライオンを追いつめた。アルジェリアとチュニジアからは1891年に姿を消し、モロッコでは最後の野生個体が高アトラス（アトラス山脈）で1942年に射殺されたと記録されている。さらに、小規模個体群が1960年代まで存続した可能性が示唆されている。後の調査によってアルジェリアやモロッコに小規模の個体群が1960年代まで生存していた可能性が示唆されている。

## 再発見
その後の調査で1996年に再発見され、2007年に1頭生息しているのが確認された。（しかし、これは純血種のバーバリライオンではない）また、混血種の飼育下繁殖は現在でも行われており、フランスの動物園で50頭ほど飼育されている。
その後、原産地のモロッコのムハンマド5世の私的動物園で、かつて献上品として捕獲されたバーバリライオンの血統を色濃く受け継ぐライオン達が飼育され続けており、全世界で確認されている個体数の半数にあたる32頭の個体群が生き残っていた事実が判明。2012年に首都ラバトに開園したラバト動物園にて、繁殖の取り組みが行われている。さらに、純血系統管理のためスタッドブックの整備が進められている。また動物園開業直後には3頭の子ライオンが誕生するという明るいニュースが伝えられた。

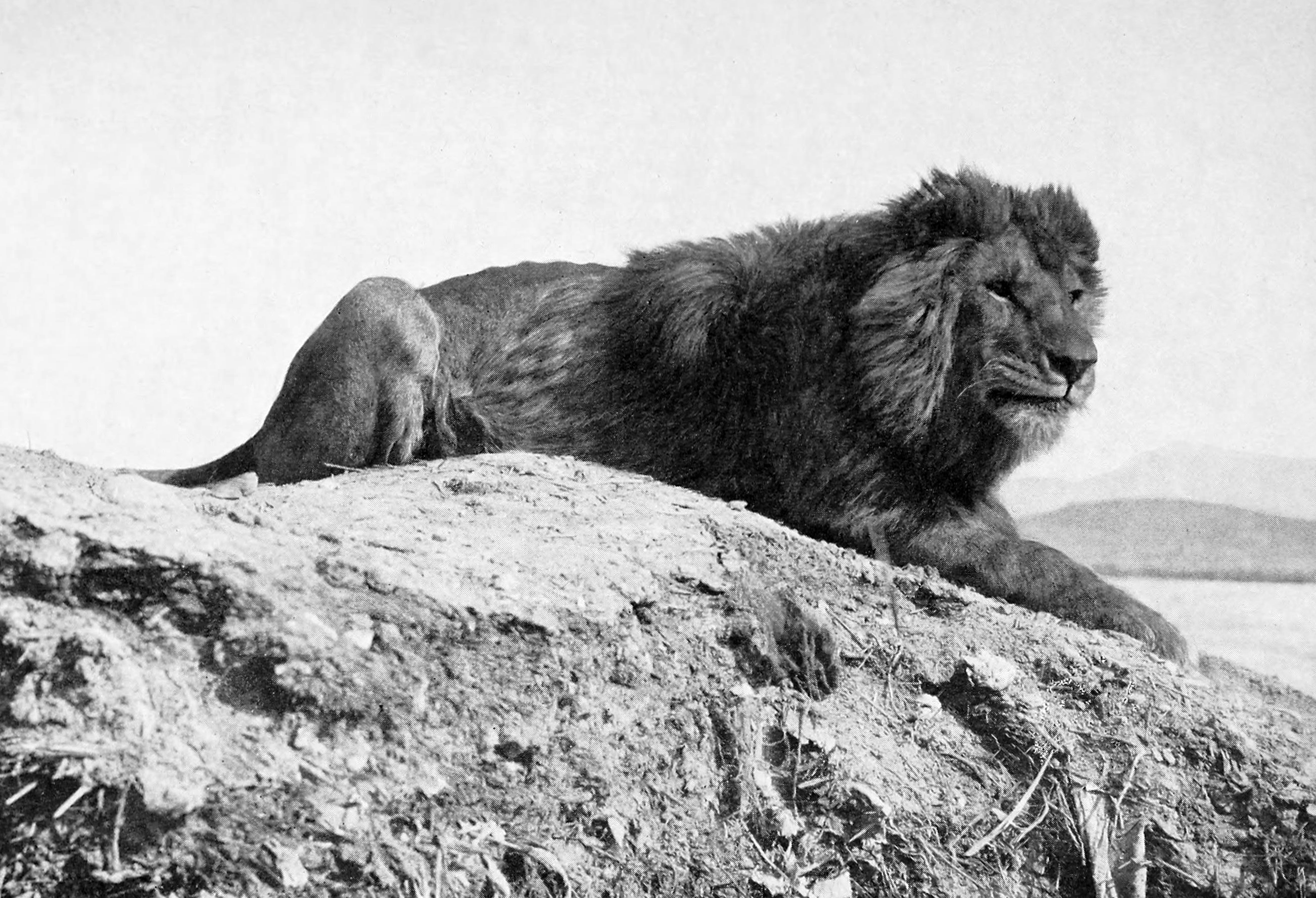
Alfred Edward Peaseによって撮影されたモロッコのバーバリライオン (1893年)

## 遺伝学的研究と将来展望
絶滅したバーバリライオンのタイプ標本について、2020年に行われた全ゲノム解析の結果、北アフリカからアジアに生息するライオンと同じクレードに属することが示された。この知見は、19世紀の頭骨の形態学的研究によっても同様の系統的近縁性が示されている。
全ゲノム解析をはじめとする遺伝子解析の進展により、バーバリライオン由来の独自ハプロタイプを識別する分子マーカーが確立されつつある。また、これらの解析成果を基にブリーディングバックプログラムとして純血系統復元の検討が進んでおり、さらに将来的なAtlas山脈への再野生化に向けた科学的・倫理的議論が活発化している。

## エピソード
- アーサー・コナン・ドイルのシャーロック・ホームズシリーズ（19世紀末から20世紀初頭が舞台）では、まだ野生のバーバリライオンが残存していた頃のため、時々北アフリカ産のライオンの話が出てくる。「マザリンの宝石」では登場人物のシルヴィアス伯爵がアルジェリアでのライオン狩りの話をしたり、「覆面の下宿人」ではかつて高名だったサーカスの猛獣使いが調教していた「サハラ・キング」と呼ばれた立派な北アフリカ産のライオンの話が出てくる。（どちらも『シャーロック・ホームズの事件簿』に収録）
- エドガー・ライス・バローズ著『ターザンの復讐（The Return of Tarzan）』には仏領北アフリカで原住民たちに恐れられる「エラドリア（2体登場するので個体名ではなく種族名）」というライオンが登場する[18]、舞台設定は1910年頃。
- ディズニー映画『ライオンキング』に登場する悪役、スカー（Scar）はバーバリライオンがモデルとなっている。

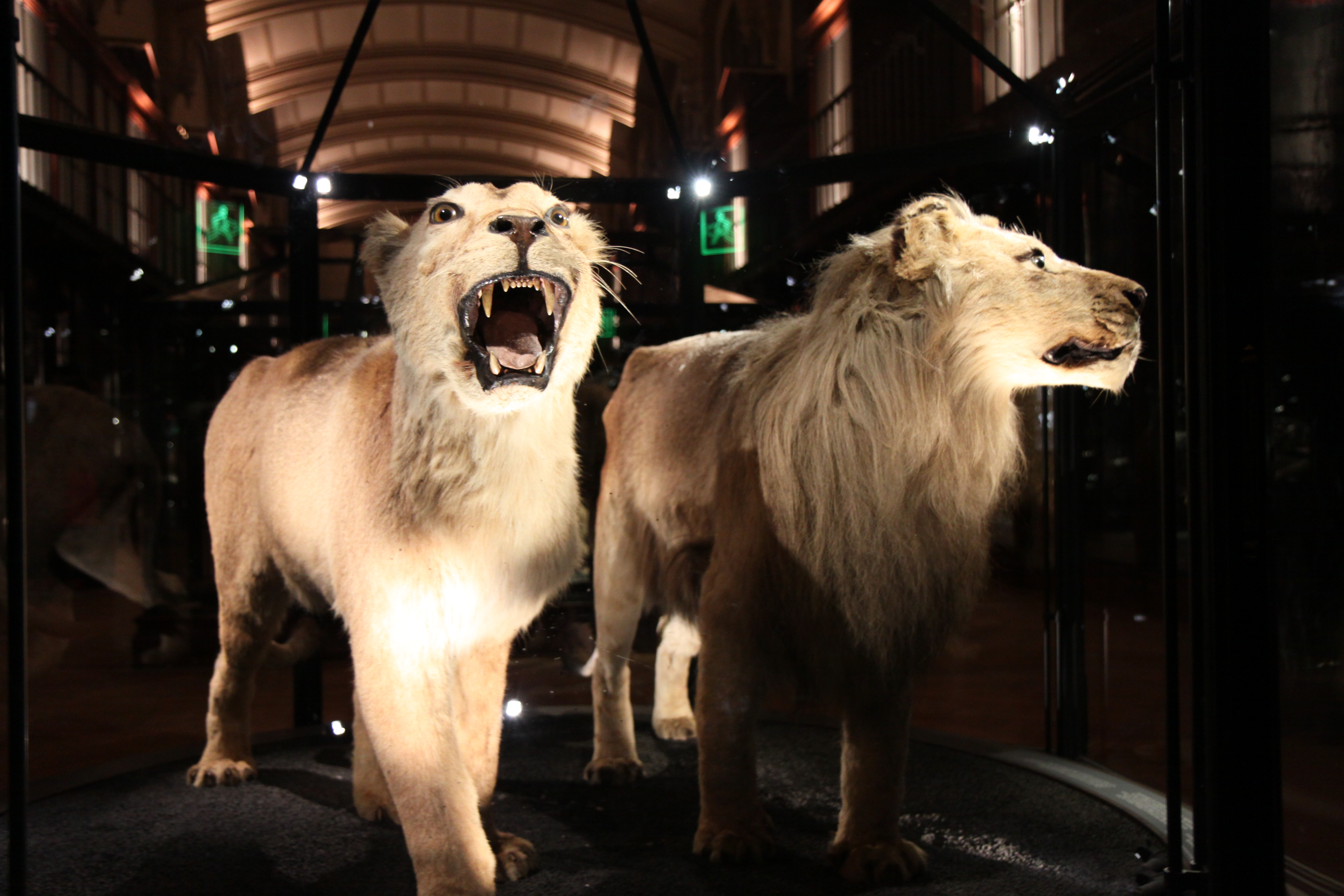
フランスの国立自然史博物館に展示されている雌雄一組の標本